# عبد العزيز المخلد
عبد العزيز خالد المخلد ، (1935 - 12 فبراير 2020) أحد مؤسسي نادي القادسية الكويتي والرئيس السابق للاتحاد الكويتي لكرة القدم.

## مناصبه
- أمين سر نادي القادسية الكويتي منذ عام 1963 وحتى عام 1970
- أمين سر الاتحاد الكويتي لكرة القدم منذ عام 1969 وحتى عام 1970.
- مدير منتخب الكويت لكرة القدم في كأس الخليج 1970 حتى 1976.
- رئيس نادي القادسية الكويتي منذ عام 1987 وحتى عام 1989.
- رئيس الاتحاد الكويتي لكرة القدم عام 1986.
- رئيس الوفد الكويتي في كأس الخليج 1986.

## وفاته
توفي في يوم 12 فبراير عام 2020 عن عمر ناهز الخامسة والثمانين عام بعد صراع طويل مع المرض.